# Переспівська сільська рада (Сокальський район)
Переспівська сільська рада — колишній орган місцевого самоврядування у Сокальському районі Львівської області. Адміністративний центр ради — село Переспа.

## Населені пункти
Сільській раді підпорядковані населені пункти:
- с. Переспа
- с. Зубків

## Склад ради
Рада складається з 16 депутатів та голови.

### Керівний склад попередніх скликань
| ПІБ                         | Основні відомості                                                            | Дата обрання | Дата звільнення |
| --------------------------- | ---------------------------------------------------------------------------- | ------------ | --------------- |
| Кіндратюк Степан Несторович | Сільський голова, 1961 р.н., освіта, член Конгресу Українських Націоналістів | 26.03.2006   | 31.10.2010      |
| Кіндратюк Степан Несторович | Сільський голова, 1961 р.н., освіта вища, безпартійний                       | 31.10.2010   |                 |

Примітка: таблиця складена за даними джерела